# Contea di San Saba
La contea di San Saba in inglese San Saba County è una contea dello Stato del Texas, negli Stati Uniti. La popolazione al censimento del 2010 era di 6 131 abitanti. Il capoluogo di contea è San Saba. Il suo nome deriva dal fiume San Saba, che scorre attraverso la contea.

## Geografia
| Anno | Popolazione | ±%                |
| ---- | ----------- | ----------------- |
| 1860 | 913         | Note:             |
| 1870 | 1,425       | 56.1%             |
| 1880 | 5,324       | 273.6%            |
| 1890 | 6,641       | 24.7%             |
| 1900 | 7,569       | 14.0%             |
| 1920 | 10,045      | Assente dato 1910 |
| 1930 | 10,273      | 2.3%              |
| 1940 | 11,012      | 7.2%              |
| 1950 | 8,666       | −21.3%            |
| 1960 | 6,381       | −26.4%            |
| 1970 | 5,540       | −13.2%            |
| 1980 | 5,693       | 2.8%              |
| 1990 | 5,401       | −5.1%             |
| 2000 | 6,186       | 14.5%             |
| 2010 | 6,131       | −0.9%             |

Secondo l'Ufficio del censimento degli Stati Uniti d'America la contea ha un'area totale di 1138 miglia quadrate (2950 km²), di cui 1135 miglia quadrate (2940 km²) sono terra, mentre 3,1 miglia quadrate (8,0 km², corrispondenti allo 0,3% del territorio) sono costituiti dall'acqua.

### Strade principali
- U.S. Highway 190
- State Highway 16
- Farm to Market Road 45

### Contee adiacenti
- Mills County (nord)
- Lampasas County (est)
- Burnet County (sud-est)
- Llano County (sud)
- Mason County (sud-ovest)
- McCulloch County (ovest)
- Brown County (nord-ovest)